# تفضيل المكان المشروط

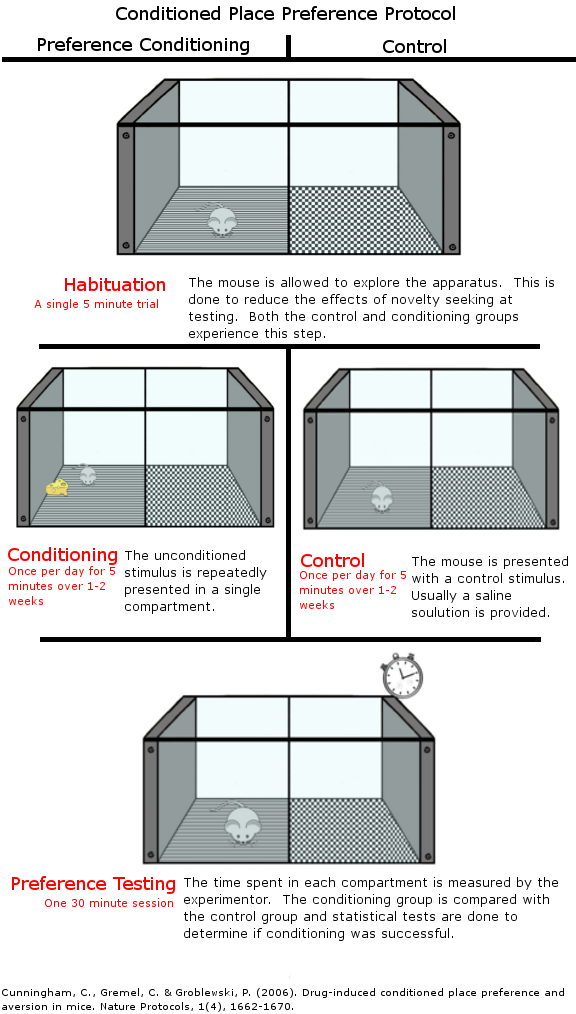
برتوكول تجارب تفضيل المكان المشروط.

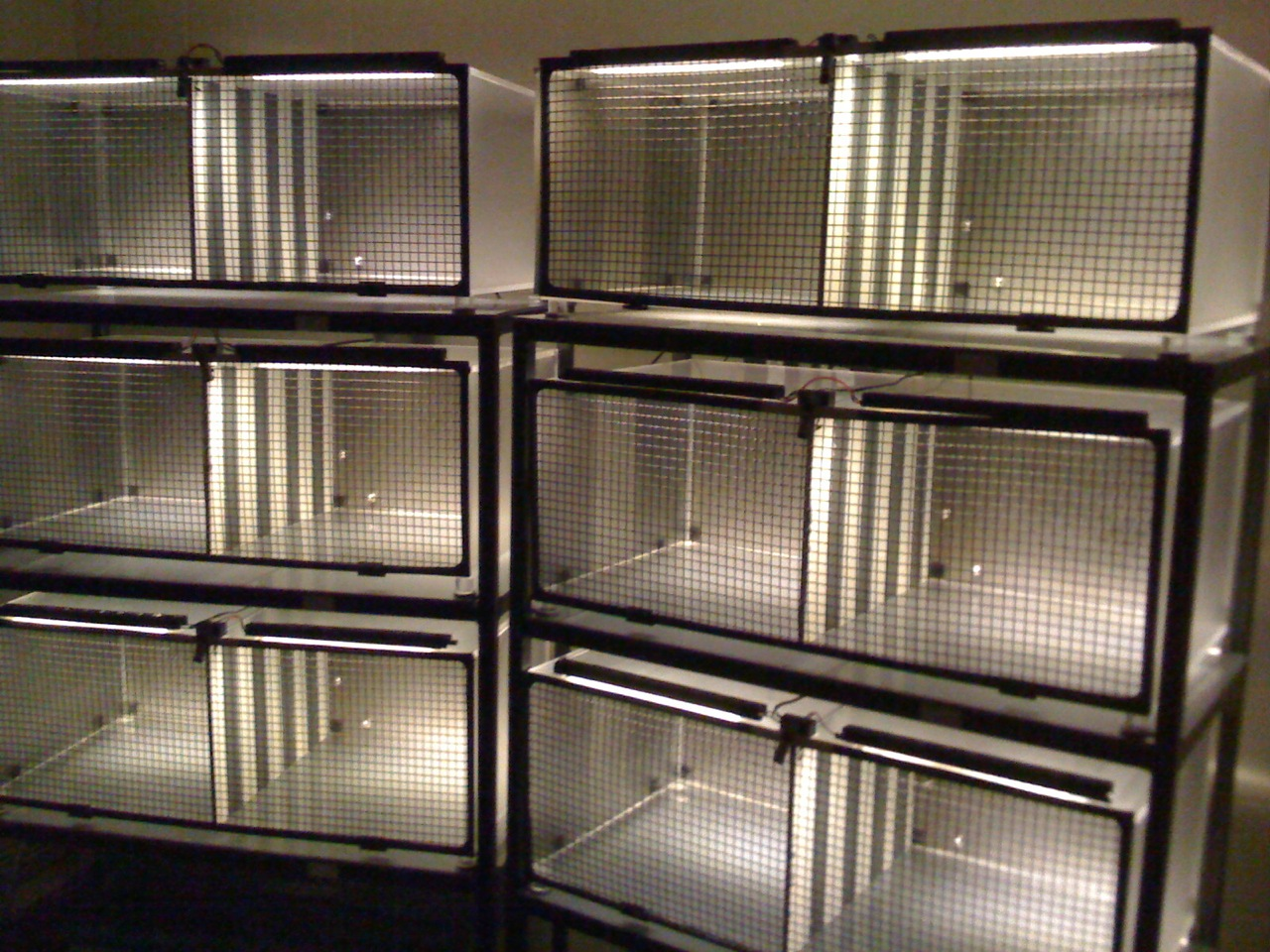
جهاز (حجرات) تفضيل المكان المشروط.

تفضيل المكان المشروط (بالإنجليزية: Conditioned place preference)‏ هو شكل من الإشراط البافلوفي يُستخدم لقياس التأثيرات التحفيزية للأشياء أو الأحداث. يأتي التحفيز من الجانب الممتع للحدث، لذلك يمكن أن يتذكر الدماغ السياق والظروف المتعلقة بالحادث.
بقياس كمية الوقت التي يقضيها الحيوان في منطقة مرتبطة بمنبه، يستطيع الباحثون معرفة مدى حب الحيوان للمنبه. يمكن استخدام هذا النموذج الفكري كذلك لقياس النفور من المكان المشروط بإجراء مماثل يتضمن منبهات منفرة بدل المحفزة. يَستخدم كلا الإجراءَين الفئرانَ والجرذانَ كعناصر اختبار. يمكن استخدام هذا الإجراء لقياس زوال أو عودة التأثر بالمنبه الشرطي. تُستخدم بعض العقارات في هذا النموذج الفكري لقياس خصائص التعزيز.
تُستخدم طريقتان لاختيار الحُجرات لإشراطها وهما: المتحيزة وغير المتحيزة. في الطريقة المتحيزة يُسمح للحيوان بالتجول في الجهاز (صورة 2) ويُحقن بالعقار في الحجرة التي يفضلها بشكل أقل، أما في الحجرة التي يفضلها أكثر فيُحقن بسواغ (عادة محلول ملحي). تسمح هذه الطريقة للحيوان باختيار الحجرات التي يتلقى فيها العقار والسواغ، أما الطريقة غير المتحيزة فلا تسمح للحيوان باختيار الحجرات بل يفعل الباحثون ذلك.
ثبت كذلك أن البشر يطورون تفضيلات مكان مشروطة فعلى سبيل المثال: طور الأشخاص الذين يتناولون جرعات علاجية من الأمفيتامين تفضيل مكانٍ مشروطٍ للمكان الذي تناولوا فيه الدواء.